# Cantorchilus zeledoni
El cucarachero de Zeledón o sotorrey de Zeledón (Cantorchilus zeledoni) es una especie de ave paseriforme de la familia Troglodytidae propia de América Central. Anteriormente se consideraba una subespecie del cucarachero modesto.

## Descripción
El cucarachero de Zeledón es un pájaro pequeño, que mide unos 13 cm de largo. Sus partes superiores son pardo grisáceas. Su garganta es blanca, mientras que el resto de sus partes inferiores son grisáceas. Presenta listas superciliares blancas y listas oculares negras, y sus mejilas presentan un fino listado negro sobre fondo blanco. El iris de sus ojos es rojo.

## Distribución y hábitat
Se extiende desde el este de Nicaragua, por el norte de Costa Rica, hasta el noroeste de Panamá. Su hábitat natural son los bosques húmedos tropicales de tierras bajas.